# Henry Hazlitt
Henry Stuart Hazlitt (ur. 28 listopada 1894 w Filadelfii, zm. 8 lipca 1993 w Nowym Jorku) – amerykański dziennikarz, krytyk literacki, ekonomista, filozof, przedstawiciel austriackiej szkoły ekonomicznej.

## Dzieciństwo i młodość
Jego rodzicami byli Stuart Clark Hazlitt i Berthy Hazlitt. W wieku niemowlęcym stracił ojca, przez co pierwsze lata jego życia upłynęły w trudnych warunkach materialnych. Edukację rozpoczął w wieku 6 lat, gdy matka zapisała go do Girard College – prowadzonej przez lokalnego filantropa szkoły dla chłopców wychowujących się bez ojca. Trzy lata później jego matka ponownie wyszła za mąż, w związku z czym rodzina przeprowadziła się do Nowego Jorku, a Henry kontynuował naukę w męskiej szkole publicznej w Brooklynie.
Po ukończeniu szkoły średniej Hazzlit marzył o karierze psychologa i studiach na Uniwersytecie Harvarda, ale sytuacja finansowa uniemożliwiła mu zrealizowanie tych planów. Po kilku miesiącach nauki w City College of New York porzucił studia, gdyż śmierć ojczyma zmusiła go do rozpoczęcia pracy zarobkowej. Na wyższą uczelnię nigdy już nie powrócił.
W wieku 20 lat zatrudnił się jako stenograf w redakcji „The Wall Street Journal”. W tym samym czasie ukończył swoją pierwszą książkę, Thinking as a Science, którą rok później wydano nakładem wydawnictwa E.P. Dutton.

## Kariera dziennikarska
Pierwsze notki Hazlitta opublikowano na łamach „The Wall Street Journal” w rubryce „By-the-Way”. Pojawiały się w niej krótkie wiadomości, do pisania których zachęcano wszystkich pracowników gazety – za wydrukowaną informację wypłacano bowiem 75 centów. Dzięki swojemu talentowi pisarskiemu oraz umiejętności zwięzłego formułowania wypowiedzi Hazlitt zarabiał na pisaniu tyle samo, ile wynosiła jego etatowa pensja.
W 1916 został dziennikarzem „New York Evening Post”. W 1917, kiedy Stany Zjednoczone przystąpiły do I wojny światowej, chciał wzorem swoich przyjaciół zaciągnąć się do armii. Wypłacany przez United States Army żołd w wysokości 30 dolarów okazał się jednak zbyt skromny, aby zapewnić utrzymanie jemu i jego matce. Ponieważ United States Air Force obiecywały rekrutom 100 dolarów, wstąpił w ich szeregi. Obietnice wysokiego żołdu okazały się płonne, ale powrót do cywila był niemożliwy. Szkolenie pilota odbył w jednostce w Teksasie, ale mimo tego nigdy nie został oddelegowany na front. Po zakończeniu wojny wrócił do redakcji „New York Evening Post”, w której zajmował się tematyką giełdową.
W 1921 został redaktorem działu finansowego „New York Evening Mail”. W 1922 ukazała się jego druga książka, Siła woli – Fundament życiowego sukcesu, która odrzucała deterministyczne tezy freudowskiej psychoanalizy. Pod koniec lat 20. Hazlitt był już uznanym pisarzem, a jego nazwisko figurowało na liście „Who is Who”. Do wzrostu jego popularności przyczyniły się też cotygodniowe recenzje i eseje publikowane w New York Sun w latach 1926–1929.
W tym czasie spotkał się z brytyjskim filozofem Bertrandem Russellem, powszechnie uważanym za najwybitniejszy umysł epoki. Russell cenił talent młodego dziennikarza do tego stopnia, że wraz ze swoim wydawcą przedstawił Hazlittowi propozycję napisania swojej oficjalnej biografii. W latach 1928–1929 Hazlitt skupił się na przeprowadzaniu wywiadów z Russellem, który po pewnym czasie nieoczekiwanie stwierdził, że zamierza samodzielnie napisać swoją biografię. Ostatecznie ukazała się ona dopiero 25 lat później.
Literacki wysiłek Hazlitta nie poszedł jednak na marne, gdyż dostrzegli go wydawcy „The Nation” – magazynu uważanego wówczas za pismo lewicujące. Na jego łamach pojawiały się recenzje książek autorstwa Hazlitta, a także felietony dotyczące kwestii ekonomicznych, filozoficznych, kulturowych, historycznych i politycznych. W 1933 ukazała się jego kolejna książka, The Anatomy of Criticism.
Pisząc dla „The Nation”, Hazlitt ostro atakował rządy Franklina Delano Roosevelta. Po wewnątrzredakcyjnych dyskusjach i serii publicznych dysput z prominentnym socjalistą Louisem Fischerem uznał, że pismo jest zbyt przychylnie nastawione do Nowego Ładu. Niechęć do zmiany poglądów sprawiła, że Hazlitta usunięto z redakcji.
Z tych samych powodów dziennikarski świat zwrócił się także przeciw H.L. Menckenowi, założycielowi „American Mercury”. Kiedy Mencken zdecydował się odejść z redakcji, na swojego następcę wybrał Hazlitta. W swoim pierwszym artykule zatytułowanym The Fallacies of the NRA Hazlitt otwarcie zaatakował całą amerykańską lewicę, włącznie z „The Nation”. W redakcji „American Mercury” pozostał dwa lata, aż do momentu podjęcia decyzji o powrocie do pracy w gazetach. Kolejnym przystankiem na jego dziennikarskiej karierze był „The New York Times”, dla którego pisał przez kolejne 12 lat. W latach 1946–1966 jego felietony ekonomiczne pojawiały się w tygodniku Newsweek.
Jak sam twierdził, w trakcie trwającej ponad pół wieku kariery dziennikarskiej napisał „ponad 10 000 artykułów, felietonów i recenzji, co wystarczyłoby na zapełnienie 150 książek o średniej objętości”.

## Szkoła austriacka, Mises i Hayek
Henry Hazlitt jako jeden z pierwszych przybliżył amerykańskim czytelnikom twórczość dwóch wybitnych przedstawicieli austriackiej szkoły ekonomii – Ludwiga von Misesa i Friedricha Hayeka.
Na nazwisko Misesa po raz pierwszy natknął się podczas lektury The Value of Money (1917) autorstwa Benjamina Andersona. Wiele lat później, 9 stycznia 1938, na łamach „The New York Times”, pojawiła się recenzja Socjalizmu Misesa, napisana właśnie przez Hazlitta. Kopię tego tekstu przesłał on autorowi recenzowanego dzieła, mieszkającemu wówczas w Genewie. W taki sposób rozpoczęła się wieloletnia przyjaźń obu ekonomistów.
W 1940 Mises wyemigrował z ogarniętej wojną Europy do Stanów Zjednoczonych. Jedną z pierwszych osób, z którą skontaktował się po przybyciu do nowego kraju, był Hazlitt. Dzięki jego pomocy Mises rozpoczął pracę na Uniwersytecie Nowojorskim. Również za jego sprawą Mises poznał Ayn Rand, propagatorkę leseferyzmu, prywatnie przyjaciółkę Hazlitta i jego żony Francis.
Dzięki znajomości z Misesem Hazlitt kontynuował poznawanie austriackiej szkoły ekonomii. Po raz pierwszy zetknął się z nią wiele lat wcześniej w trakcie lektury książki Karl Marx and the Close of His System autorstwa Eugena Bohma-Bawerka (1896). Już jako uznany ekonomista uczęszczał na zajęcia prowadzone przez Misesa. Miał również wkład w wydanie przez Uniwersytet Yale dwóch dzieł Misesa: Omnipotent Government (1944) oraz Ludzkie działanie (1949).
W 1944 Hazlitt napisał recenzję Drogi do zniewolenia Hayeka, w której porównywał tę książkę z rozprawą O wolności Johna Stuarta Milla. Tekst trafił na pierwszą stronę sekcji literackiej „The New York Times”.

## Ekonomia w jednej lekcji
Myśl o napisaniu „małej książeczki” traktującej o błędach wynikających z ekonomicznej krótkowzroczności towarzyszyła Hazlittowi przez lata. Pomysł ten przedyskutował w 1946 z Misesem, wówczas już swoim serdecznym przyjacielem. Po pomyślnych rozmowach z wydawcą, kierownictwo „The New York Times” zgodziło się, aby w czasie pracy nad książką Hazlitt przychodził do redakcji co drugi dzień. Po trzech miesiącach książka była ukończona.
Ekonomia w jednej lekcji bardzo szybko stała się bestsellerem. Mimo że w druku ukazało się zaledwie 3000 egzemplarzy, w pierwszym tygodniu po premierze znalazło się na piętnastym miejscu listy najchętniej kupowanych książek w kategorii „literatura faktu”. Po trzech tygodniach było już na siódmej pozycji, po czym zniknęło z notowania z powodu wyczerpania się nakładu.
Dzięki sukcesowi Ekonomii w jednej lekcji Hazlitt został okrzyknięty następcą Fryderyka Bastiata. Zdaniem cytowanego na okładce pierwszego wydania książki H.L. Menckena, Hazlitt był „jedynym kompetentnym krytykiem sztuki, który był jednocześnie kompetentnym ekonomistą, zarówno pod względem teoretycznym, jak i praktycznym (…) oraz jednym z niewielu ekonomistów w historii ludzkości, którzy rzeczywiście potrafili pisać”.
W 1962 ukazało się nowe wydanie książki, zawierające rozdział o regulacji czynszów. W 1978 uaktualniono dane statystyczne oraz dodano rozdział Lekcja trzydzieści lat później.
W sumie Ekonomia w jednej lekcji sprzedała się w ponad milionie egzemplarzy. Przetłumaczono ją na 10 języków, m.in. na niemiecki, hiszpański, polski i chiński.

## Krytyka Keynesa
Początkowo Hazlitt był zafascynowany twórczością Johna Maynarda Keynesa. Jak sam twierdził, pracę The Economic Consequences of the Peace (1919) traktował jak „ewangelię”. W 1923 zapoznał się jednak z innym dziełem Keynesa, Treatise on Money. Już jako człowiek z gruntowną znajomością teorii monetarnej, Hazlitt był w stanie wskazać błędy w rozumowaniu brytyjskiego ekonomisty.
O ile w Ekonomii w jednej lekcji Hazlitt rozprawiał się z rozmaitymi postulatami Keynesa w sposób mało efektowny, o tyle w napisanej znacznie bardziej naukowym językiem The Failure of the “New Economics” (1959) krytykował największe dzieło Keynesa, Ogólną teorię zatrudnienia, procentu i pieniądza (1936), skrupulatne cytując kolejne rozdziały i wersy.
W 1944 „The New York Times” zaproponował Hazlittowi relacjonowanie prac Konferencji w Bretton Woods. Propozycji tej nie przyjął. Jako jeden z niewielu ówczesnych dziennikarzy i ekonomistów Hazlitt otwarcie sprzeciwiał się planom Keynesa dotyczącym utworzenia Międzynarodowego Funduszu Walutowego oraz Międzynarodowego Banku Odbudowy i Rozwoju (Banku Światowego). Swoją postawą naraził się właścicielom, przez co jego teksty zaczęły się pojawiać jedynie w osobnej kolumnie gazety, na stronach poświęconych tematyce finansowej.
Ład, jaki wedle inflacjonistycznego planu ustanowiono po II wojnie światowej, krytykował również w swoich późniejszych pracach: Will Dollars Save the World? (1947), What You Should Know about Inflation (1960), Inflacja – wróg publiczny nr 1 (1978), From Bretton Woods to World Inflation: A Study of Causes and Consequences (1984).

## Filozofia moralna
W swoich studiach nad zagadnieniami ekonomicznymi szczególną uwagę poświęcał kwestiom związanym z moralnością i sprawiedliwością, czego efektem była książka Foundations of Morality, traktująca o związkach prawa, etyki, moralności i religii z kooperacją społeczną na przestrzeni dziejów.
Swoją ostatnią (napisaną wspólnie z żoną) książkę The Wisdom of the Stoics (1984) poświęcił życiu i twórczości Seneki, Epikteta i Marka Aureliusza.

## Pozostała działalność
Hazlitt był założycielem i wiceprezydentem Foundation for Economic Education. Był również jednym z pierwszych członków Mont Pelerin Society.
W 1997 powstała Fundacja Henry’ego Hazlitta. Poza imieniem, organizacja nie miała żadnych związków z nieżyjącym w momencie jej założenia autorem ani jego rodziną. Podejmowane przez fundację działania miały na celu promowanie idei wolności oraz współpracy w ramach międzynarodowego ruchu libertariańskiego. Swoją działalność zakończyła w grudniu 2002.

## Książki, które nie zostały wydane po polsku
- 1916/1969: Thinking as a Science
- 1932: A Practical Program for America
- 1933: The Anatomy of Criticism
- 1942/1974: A New Constitution Now
- 1947: Will Dollars Save the World?
- 1951: The Great Idea (w drugim wydaniu jako Time Will Run Back (1966/1986))
- 1956: The Free Man’s Library
- 1959/1983: The Failure of the “New Economics”
- 1960/1984: The Critics of Keynesian Economics
- 1960/1965: What You Should Know about Inflation
- 1964/1972: The Foundations of Morality
- 1970/1983: Man vs. the Welfare State
- 1973/1986: The Conquest of Poverty
- 1984: From Bretton Woods to World Inflation: A Study of Causes and Consequences
- 1984: The Wisdom of the Stoics: Selections from Seneca, Epictetus and Marcus Aurelius

## Książki wydane po polsku
- Ekonomia w jednej lekcji, wyd. Signum 1993, 204 strony, A5, miękka okładka; wyd. Znak 2004, 224 strony, 14x20 cm; wyd. Fundacja Instytut Ludwiga von Misesa 2012, 224 strony, okładka miękka i twarda,
- Inflacja – wróg publiczny nr 1, wyd. Fijorr Publishing 2007, 244 strony, 15x22 cm, oprawa kartonowa
- Siła woli – Fundament życiowego sukcesu, wyd. Fijorr Publishing 2009, 160 stron, 14,3x20,4 cm, ISBN 83-89812-53-3.
- Cofnięcie Czasu, wyd. Prohibita 2011